# GrimSkunk
GrimSkunk ist eine 1988 in Québec gegründete Rockband.

## Bandgeschichte
Ihren ersten Auftritt hatte GrimSkunk im April 1989, bevor 1991 ihr erstes Demo Autumn Flowers veröffentlicht wurde. Die erste EP, die Exotic Blend betitelt und lediglich in Nordamerika veröffentlicht wurde, verkaufte sich über 15.000 Mal. GrimSkunk gehört zu den Mitbegründern der kanadischen Alternative-Szene und beeinflusste viele junge Bands jenes Genres. Live war die Band im Vorprogramm von Voivod, Econoline Crush und Neurosis zu erleben.
1997 gründete GrimSkunk ihr eigenes Independent-Label, nachdem ihr Labelpartner Cargo Records in finanzielle Schwierigkeiten geraten war. Indica Records war geboren, das heute Künstler wie James Murdoch, Vulgaires Machins und Ivy beheimatet und zu einem der wichtigsten und erfolgreichsten Indie-Labels in Kanada geworden ist. Im selben Jahr übernahm Rhythmusgitarrist Franz Schuller die Position des Bandmanagers, da ihr langjähriger Freund und Manager Simon Gallipeault bei einem Autounfall ums Leben gekommen war. Zwei Jahre später verließ Bassist Marc „Boris“ Saint-Maurice die Band, um in die Politik zu gehen und sich für die Legalisierung des Marihuanas in Kanada einzusetzen und gründete im Zuge dessen noch im selben Jahr die Partei Bloc Pot. Saint-Maurice wurde durch Todd Wircham ersetzt, der nach ein paar Jahren ausstieg und wiederum von Vince Peake ersetzt wurde. Dieser war zuvor Sänger und Bassist bei Groovy Aardvark gewesen. 2002 veröffentlichte GrimSkunk Seventh Wave, ihr siebtes Album. Diese Platte wurde von Fans und der Presse regelrecht verrissen, nachdem ein Journalist die Band beschuldigt hatte „ihre Seele an den Teufel verkauft“ zu haben, da ein deutlicher Stilwandel stattgefunden hatte. Im selben Jahr spielten sie ihr erstes und einziges Unplugged-Konzert in der Saint-Roch Church in Québec City.
2006 wurde Fires Under The Road veröffentlicht, das sich am gewohnten Klang der vorherigen Alben orientierte. Unterstützung bei der Produktion des Albums holte sich GrimSkunk bei Garth Richardson, der unter anderem schon Alben für Rage Against the Machine, Nickelback und Ugly Kid Joe produziert hatte. Im April 2007 tourte GrimSkunk mit Suicidal Tendencies durch Europa und war im Mai nochmals zu einer Mini-Tour in Großbritannien unterwegs, die ihren Abschluss beim Great Escape Festival in Brighton fand. 2008 nahm Alpha Galates GrimSkunk mit auf ihre Tournee durch Kanada.

## Bandname
Den Bandnamen erklärt Franz Schuller wie folgt: „Skunk steht für die Freude an der entdeckerischen Freiheit, im Wald mit Freunden zu kiffen, dabei Musik zu hören und dieses magische Gefühl zu verspüren. Grim steht für all den Bullshit in der Welt, der dich heutzutage dazu bringt, am liebsten deinen Fernseher in die Luft zu jagen oder von einer Brücke zu springen.“

## Stil
Markus Kavka bezeichnete die Band im Metal Hammer als „wirren Haufen“, da keine klare Linie zu erkennen sei. GrimSkunk entwickele sich „immer mehr zu einer kanadischen Ausgabe Waltaris“. Lutz Koroleski verwendete in seiner Besprechung für musikreviews.de die Stile Hardcore, Punk, Alternative und Crossover und fand, dass Scatterbrain ähnlich vorgegangen sei. Von einem „Mischmasch“ schrieb das Intro, nachdem diese Worthülse einige Ausgaben zuvor mit „schweißtreibende Mischung aus Hardcore, Punkrock, 60's Psychedelic, HipHop, Ska und karibische Klänge“ ausgefüllt worden war. Ein „multikurelles Crossover“ aus „Old School Metal […], Progressive Sounds […], Punk […], Ska, Latin und fernöstlicher Musik“ machte Frank Keil vom Zillo aus.
Im Online-Magazin Musikzirkus meinte Stephan Schelle, man erkenne die Band von einem Lied zum nächsten gar nicht wieder. Obwohl ihm wie anderen Rezensenten auch zu jedem einzelnen Lied ein Stil mitsamt Vergleichsband einfällt, ist er am Ende in der Lage, diese zusammenzufassen: Metal, Hardrock, Punk und Independent sei vorherrschend. „Alternative Rock“ lautet die Stilzuordnung von Discogs und einfach nur „Alternative“ von The Canadian Encyclopedia. Auf den Stilbegriff „Punk“ hat sich sputnikmusic.com festgelegt. „Ska-Punk“ heißt es auf spirit-of-rock.com. Auf two-notes.com wird der Begriff „Hybrid-Rock“ ins Spiel gebracht. Im Gegensatz zur Bildung des alles vereinenden Begriffs „Hybrid-Rock“ steht die Entscheidung, „kein Genre“ in die betreffende Spalte einzutragen, wie sie das Ox-Fanzine gefällt hat. Allerdings stellt Joachim Hiller dort im Textblock fest, dass das „höchst uneinheitliche Bild“ aus Hardcore, Ska, Punk, Psychedelic Rock und Reggae keineswegs Unausgegorenheit bedeute: „Hier paßt alles, auch wenn es auf Anhieb nicht so scheint.“
Die Band selbst würde ihren Stil „New World Punk“ nennen.
GrimSkunk ist dafür bekannt, ihre Texte in vielen verschiedenen Sprachen zu singen. Neben Französisch und Englisch sind auch einige Texte auf Spanisch, Griechisch und Arabisch zu hören. Diese Texte stammen immer von Muttersprachlern, sind also kein Produkt stupider Wörterbuch-Konsultationen. Überhaupt sind im Entstehen begriffene Kompositionen und Texte offen für Erfahrungen und Ideen aller aus der Band und von außerhalb der Band.

## Diskografie
- 1991: Autumn Flowers Demo (GrimSkunk Productions)
- 1992: Exotic Blend E.P. (GrimSkunk Productions)
- 1993: Rooftop Killer 7" (GrimSkunk Productions, L'Oblique, en Guard Records)
- 1994: Grim Skunk (Indica Records)
- 1996: Meltdown (Indica Records)
- 1997: Autumn Flowers - Rerolled (Indica Records)
- 1998: Fieldtrip (Indica Records)
- 2001: EP 2000 (Indica Records)
- 2001: GrimSkunk Plays… Fatal Illness (Indica Records)
- 2003: Seventh Wave (Indica Records)
- 2003: Live + DVD unplugged (Indica Records)
- 2006: Fires Under the Road (Indica Records)
- 2012: Set Fire! (Indica Records)